# 赤たまねぎ

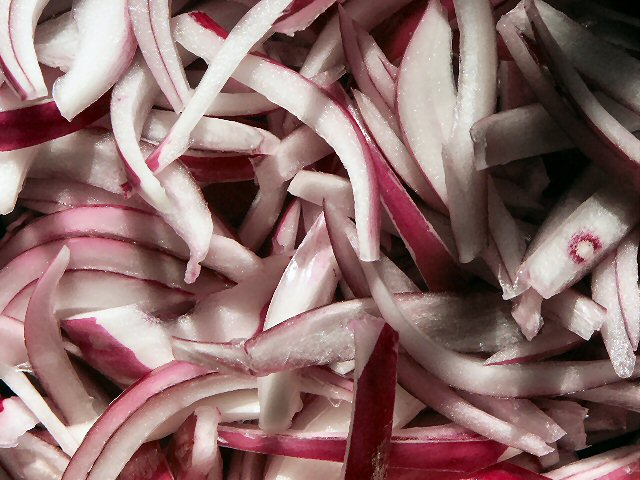
スライスした赤玉ねぎ

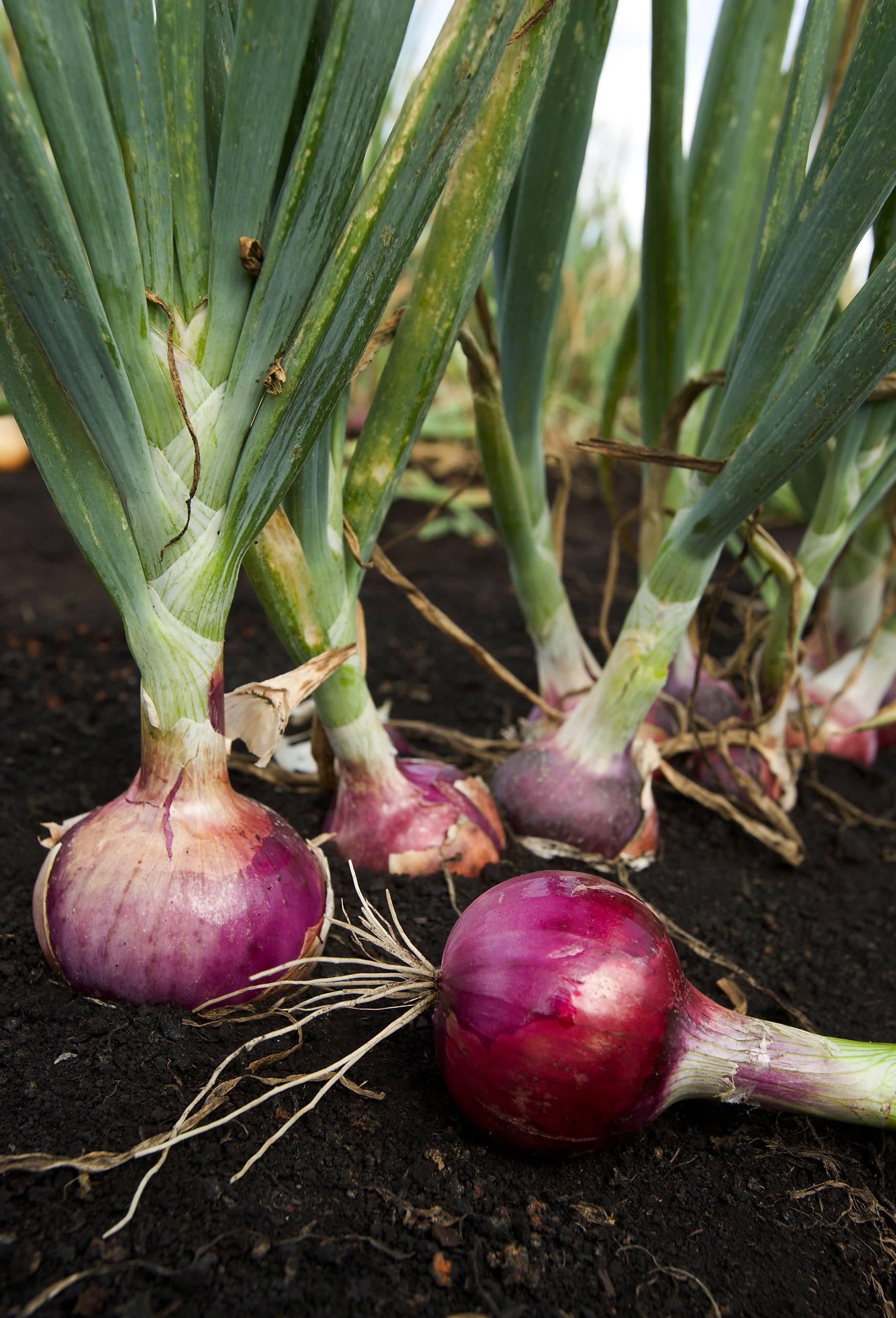

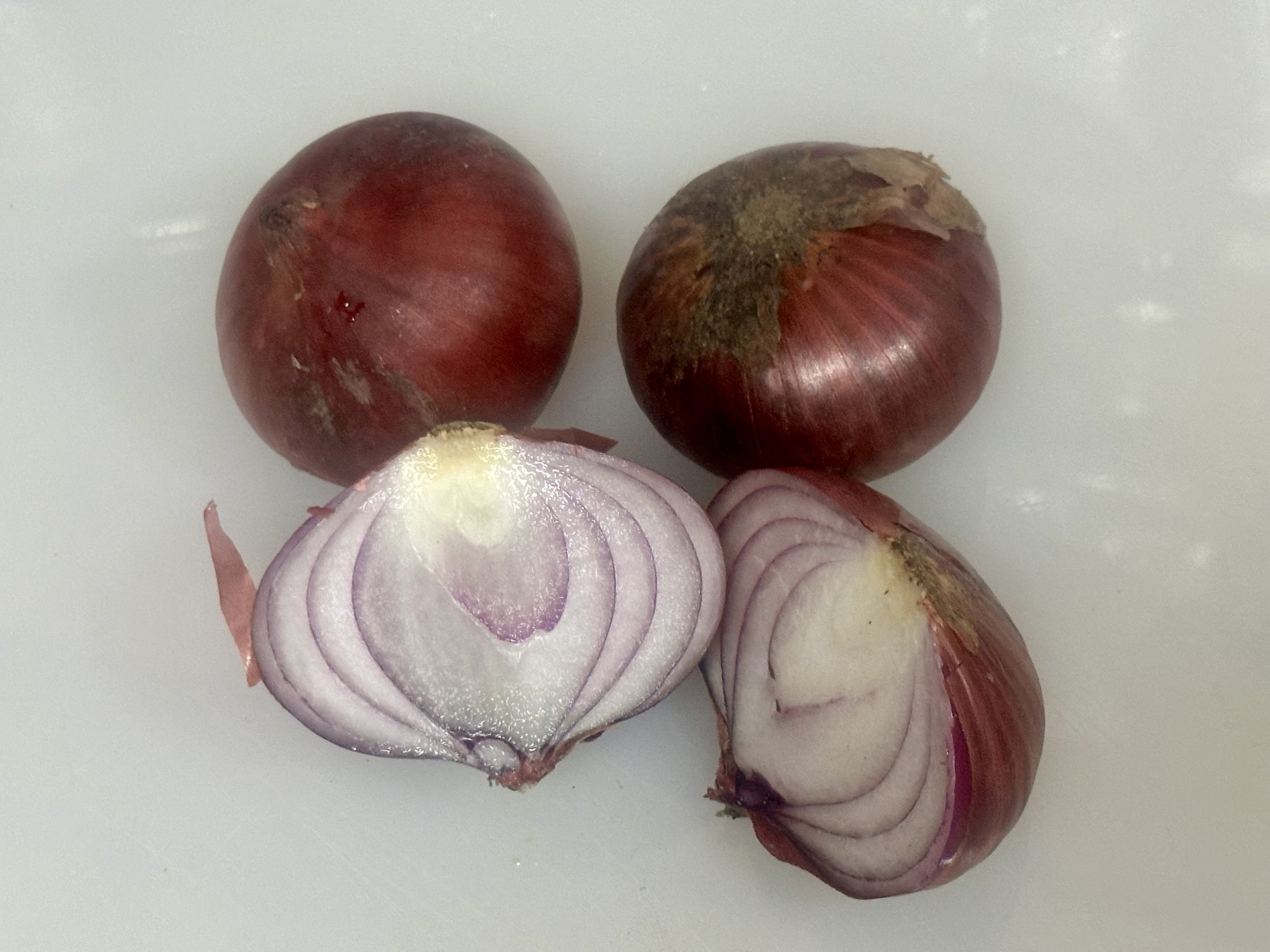
湘南レッド

赤たまねぎ（あかたまねぎ）は、赤紫色のタマネギで、紫たまねぎともよばれる。辛みや臭みが少なく水分が多いのが特徴である。そのため、サラダなどに適している。300gほどの比較的大玉のものが多い。

## 主な品種

### 湘南レッド
赤たまねぎの生食用品種。通常のたまねぎに比べ、辛みや刺激臭が少なく生食に向いている。輪切りにして彩りにも使われる。播種は9月中下旬で、11月に定植して、5月下旬から6月上旬に収穫する。球重は220-320g程度。扁平で鮮やかな赤紫色である。かながわブランドに登録されている。
神奈川県足柄下郡下中村（現：神奈川県小田原市橘町）片木節雄が派米農業実習でカリフォルニア州に渡米した時にスタックトンアリーレッドをもとに、1961年に神奈川県二宮町の旧神奈川園芸試験場で育成された。名前は湘南で生まれ、赤色をしていることから命名された。
神奈川県では小田原市、川崎市、大磯町で栽培されている。近年、北海道での生産も行われている。

### 猩々赤
赤たまねぎの生食用品種。比較的大玉の中晩生種である。

### その他の品種
- アーリーレッド
- 甲高ルージュ